# Gina Wendkos
Gina Angela Wendkos (* 2. Oktober 1954 in Florenz, Italien) ist eine US-amerikanische Schriftstellerin, Theaterregisseurin und Drehbuchautorin.

## Leben und Wirken
Die in Florenz geborene Tochter eines Malers wuchs in Miami Beach und New York City auf und kam, dank des kunstsinnigen Elternhauses, bereits als Kind mit Kunst in Berührung.
Gina Wendkos studierte in der zweiten Hälfte der 1970er Jahre Kunst und machte ihren Abschluss eines Master of Fine Arts in Malerei. Anschließend engagierte sie sich in zum Teil groß angelegten Theaterproduktionen (u. a. an New Yorks La Mama Experimental Theatre), an denen bisweilen über 200 Schauspieler teilnahmen, und betreute mehrere Off-Broadway-Aufführungen, die häufig vom Public Art Funds oder dem National Endowment for the Arts finanziert wurden. Später schrieb Wendkos eigene Stücke, die selbst inszenierte (Four Corners, Personality, Boys & Girls / Men & Women) und Mitte der 80er Jahre am Odyssey Theatre in Los Angeles, einer alternativen Bühne, zur Aufführung brachte. Zu Beginn der 80er Jahre machte Wendkos Schaufensterkunst und Installationen, bekannt wurde sie im Oktober 1980 mit ihrer im New Yorker Washington Square Park ausgestellten Installation „Waiting for the Fish to Bite“, in der sie Hunderte von kleinen Gipsskulpturen von Mädchen in rosafarbenen Kleidern herstellte, die sie im Parkbrunnen platzierte. Ihre Arbeiten wurden u. a. am New Museum, dem Metropolitan Museum of Art, P.S. 1 und dem Spoleto Festival ausgestellt.
1987 ließ sie sich in Los Angeles nieder. Dort schrieb und inszenierte Gina Wendkos am Theater (die Stücke „Boys and Girls / Men and Women“, „Personality“, „Dinosaurs“ und „Ginger Ale Afternoon“). Zeitgleich begann sie für das Fernsehen zu schreiben, beginnend mit dem Drehbuch für eine Folge der Serie Wiseguy. Wendkos verfasste fortan einzelne Folgen für TV-Serien, zuletzt schrieb sie auch hin und wieder für Kinofilme. Besonders große Resonanz fanden in diesem Bereich ihre Beiträge zu Coyote Ugly, einer Mischung aus Selbstfindungsdrama, Komödie und Musikfilm, sowie zu den beiden Plötzlich Prinzessin-Komödien mit Anne Hathaway. Alle drei Filme waren überaus erfolgreich an der Kinokasse; dennoch arbeitet Gina Wendkos seit Mitte der 2000er Jahre nicht mehr als Drehbuchautorin.

## Filme
als Drehbuchautorin
- 1988: Kampf gegen die Mafia (TV-Serie, eine Episode)
- 1988: Inspektor Hooperman (TV-Serie, eine Episode)
- 1989: Ein Vater zuviel (TV-Serie, eine Episode)
- 1990: Sugar and Spice (TV-Serie, eine Episode, auch Produktion)
- 1990: Married People (TV-Serie, eine Episode)
- 1991: The Man in the Family (TV-Serie, eine Episode)
- 1992: Love-Crash (Jersey Girl)
- 1995: Die Liebe muß verrückt sein (TV-Serie, Pilotfolge, auch Produktion)
- 1997: Allein gegen die Zukunft  (TV-Serie, Pilotfolge)
- 1999: Coyote Ugly
- 2000: Plötzlich Prinzessin
- 2003: Plötzlich Prinzessin 2
- 2005: The Perfect Man